# Vamnevattnet
Vamnevattnet är en sjö i Årjängs kommun i Värmland och ingår i Göta älvs huvudavrinningsområde. Sjön är 19 meter djup, har en yta på 0,558 kvadratkilometer och befinner sig 172,2 meter över havet. Sjön avvattnas av vattendraget Karlandabäcken.

## Delavrinningsområde
Vamnevattnet ingår i det delavrinningsområde (659861-128941) som SMHI kallar för Inloppet i Bösjön. Medelhöjden är 186 meter över havet och ytan är 6,3 kvadratkilometer. Det finns inga avrinningsområden uppströms utan avrinningsområdet är högsta punkten. Karlandabäcken som avvattnar avrinningsområdet har biflödesordning 5, vilket innebär att vattnet flödar genom totalt 5 vattendrag innan det når havet efter 276 kilometer. Avrinningsområdet består mestadels av skog (85 procent). Avrinningsområdet har 0,55 kvadratkilometer vattenytor vilket ger det en sjöprocent på 8,6 procent.